# 浅井久仁臣
浅井 久仁臣（あさい くにおみ、1947年9月17日 - ）は、日本のジャーナリスト。中近東情勢、災害対策・防災などを専門とする。

## 来歴・人物
愛知県岡崎市生まれ。1歳のとき、職業軍人だった父親を結核で亡くす。母親は西三河で最初の女性校長に就任した浅井千代子。岡崎市立男川小学校、岡崎市立美川中学校、愛知県立岡崎高等学校卒業。1浪後の1967年、獨協大学外国語学部英語学科に入学するが、半年で退学。
1970年に渡英。同年9月、皿洗いとして働いていたホテルのテレビでPFLP旅客機同時ハイジャック事件のニュースを見たことがきっかけで、パレスチナ問題に興味を抱く。1971年にヨルダンやシリアに入り、パレスチナ難民キャンプなどの取材を始めた。
毎日新聞ロンドン支局で助手を務めた後、1973年、AP通信に入社。アジア総局の記者として、日本国内および中国、朝鮮半島を担当した。1976年2月6日、ロッキードのコーチャン副会長が日本への航空機売り込み工作の内容をチャーチ委員会で証言。AP通信のジャパン・デスクでこのニュースを受け取った浅井は「ロッキード番担当」を編集長に申し出る。それから半年間、ロッキード事件の取材にかかりきりになった。同年、AP通信を退職後、フリーランス・ジャーナリストとしてレバノン内戦を取材。テレビ・ラジオ・雑誌などに取材報告を発表。
記者活動と並行して、1977年2月、埼玉県浦和市（現・さいたま市南区南浦和）に英会話教室（ASE英会話スクール）を開校した。
1981年10月、アラファトPLO議長の初来日の密着取材を行う。1982年のイスラエル軍によるレバノン侵攻を、TBSの契約特派員として現地取材。この頃から民生用のビデオカメラを使っての単独取材を始めた。
TBS特派員として天安門事件と湾岸戦争を現地取材。1993年、数度にわたりユーゴスラビア紛争を取材。「サラエボのロミオとジュリエット」の射殺現場を世界で初めて撮影し、TBSテレビ『報道特集』で発表した。
1995年1月、阪神・淡路大震災の発生直後に防災・災害支援ボランティア団体「アクト・ナウ（ACT NOW）」を設立した。被災現場に軽トラックを持ち込み、神戸市長田区に若者達とテント基地を設け、救援・支援活動を行った。埼玉県地震対策課は阪神大震災でボランティアが果たした役割を重視し、防災ボランティア登録制度を始めた。「アクト・ナウ」はその後、浦和市消防本部（現・さいたま市消防局）の訓練指導を受け、「帰宅難民ウォーク」「外国籍住民向け防災訓練」「図上想定訓練」など訓練の普及活動を行う。
2002年、テレビ朝日と契約し、当時、軍事占領下にあったパレスチナに潜入取材。2003年3月のイラク戦争では解説者としてテレビ出演。同年春から「メディア塾」を東京都内などで開設した。2006年1月、「アクト・ナウ」の活動を停止。
2007年4月8日投開票のさいたま市議会議員選挙（南区選挙区）に無所属で出馬するも、落選。公約を「災害に強い街づくり」に絞っての立候補であった。同年7月、戦争犠牲者の証言の記録に取り組むNPO法人ブリッジ・フォー・ピース代表の女性と結婚。
2012年5月、郷里の愛知県岡崎市に移住。妻と共にアジアの平和構築を目的とする活動を続ける。近年は日韓交流にも力を入れている。
2017年4月、市内康生通東に、英会話教室と訪日外国人向けの観光案内所の機能を兼ねたカフェ「グローバルスタディーズカフェ」をオープンした。同年7月より、戦地取材の経験をもとに講演会、勉強会を開始。同年12月6日に米国のトランプ大統領がエルサレムをイスラエルの首都と認める発言をした際は、年末にエルサレムに飛び取材を行った。

## 著作

### 書籍
- 『レバノン内戦従軍記』 三一書房、1977年。
- 『パレスチナは戦争館―硝煙の街角15年のグラフィティ』 情報センター出版局、1985年。
- 『魔術的カケヒキ学―国際舞台で磨いた交渉術のノウハウ』 センチュリープレス、情報センター出版局、1986年。

### 雑誌記事
- 「モロ民族独立闘争に栄光は」 （『現代の眼』1976年6月号）
- 「レバノン内戦を追って-1・2-タール・ザータルの殺戮」（『現代の眼』1977年3・4月号）
- 「レバノン内戦を追って-3完-アブデル・ハミド氏に聞く--PLOはいまなにを望んでいるか / インタビュー アブデル ハミド ; インタビュー」（『現代の眼』1977年5月号）
- 「二極化進むパレスチナ解放運動--協調路線に反発する青年層」（『朝日ジャーナル』1977年10月号）
- 「外国勢力にほんろうされるモザイク国家レバノン」（『朝日ジャーナル』1978年7月21日号）
- 「中東・新たな対立の構造--またもイスラエルのお家芸電撃的『力の論理』 / 対談 牟田口義郎」（『朝日ジャーナル』1982年6月25日号）
- 「ベイルート報告 アマル民兵（貧民武装集団）に虐殺されるパレスチナ難民--TWA機人質事件の陰で」（『朝日ジャーナル』1985年8月2日号）
- 「ヨルダン川西岸地区ルポ--救急医療活動も妨害するイスラエル軍」（『朝日ジャーナル』1988年3月18日号）